# ناندا کاستا
ناندا کاستا (انگلیسی: Nanda Costa؛ زادهٔ ۲۴ سپتامبر ۱۹۸۶) هنرپیشه اهل برزیل است. وی از سال ۲۰۰۶ میلادی تاکنون مشغول فعالیت بوده‌است.